# Desmopressin
Desmopressin ist ein synthetisches Derivat des körpereigenen Hormons Vasopressin, das die Harnausscheidung hemmt. Im Gegensatz zu Vasopressin verfügt Desmopressin über eine längere Halbwertszeit und beeinflusst den Blutdruck weniger stark als das natürliche Vasopressin.

Der Wirkstoff bindet an bestimmte Rezeptoren in den Nieren. Infolgedessen werden das Urinvolumen und somit auch die Anzahl an Toilettengängen deutlich vermindert.

## Struktur
Die Primärstruktur des Desmopressin (1-Desamino-8-D-Arginin-Vasopressin; DDAVP) ist vom natürlichen Vasopressin abgeleitet. Das modifizierte Peptid besteht aus 9 Aminosäuren, mit einem deaminierten N-terminalen Cystein und einem D-Arginin statt L-Arginin an Position 8 (siehe Chiralität (Chemie)).

## Wirkmechanismus
Desmopressin ist ein synthetisches Analogon des körpereigenen Arginin-Vasopressins (AVP oder ADH = antidiuretisches Hormon) und fungiert als Agonist der AVP-Rezeptoren in den Nieren. Es unterscheidet sich vom Vasopressin, das aus dem Hypophysenhinterlappen sezerniert wird, in der Rezeptoraffinität. Während AVP eine jeweils ähnliche Affinität zu den V1 und den V2-Rezeptoren aufweist, ist demgegenüber das Desmopressin gegenüber dem V2-Rezeptor deutlich affiner. Seine Bindungsaffinität zum V1-Rezeptor ist sogar vernachlässigbar. Dies spielt insofern eine wichtige Rolle, als die Bindung an den V1-Rezeptor einen Blutdruckanstieg zur Folge hat. Somit beeinflusst Desmopressin den Blutdruck kaum.
Der V2-Rezeptor ist wiederum hauptsächlich für die Wasserretention in den Sammelrohren der Niere zuständig. Wird er aktiviert, veranlasst er den Einbau von Wasserkanälen (Aquaporine) in die Zellmembranen, die Wassermoleküle passieren lassen. Dadurch wird der Harn entwässert sowie eingedickt und somit mehr Wasser im Körper zurückbehalten.
Daneben gibt es weitere Effekte des V2-Rezeptors: Er triggert die Ausschüttung des Von-Willebrand-Faktors und die Expression von P-Selectin während der Exocytose der Weibel-Palade-Körperchen von Endothelzellen.

## Anwendung
Desmopressin wirkt als Antidiuretikum. Es hemmt die bei einem zentralen Diabetes insipidus typischerweise auftretende massive Wasserausscheidung. Dadurch wird die Lebensqualität betroffener Patienten deutlich verbessert.
Auch zur Behandlung der traumatisch bedingten Polyurie und Polydipsie ist es zugelassen, sowie bei anderen Krankheiten, die mit einem ADH-Mangel einhergehen, wie nach OP im Hypophysenbereich oder Schädelhirntraumen. Ebenso wird es als Diagnostikum zur Differentialdiagnose des Diabetes insipidus verwendet.
Weiteres Anwendungsgebiet ist die Behandlung der Nykturie bei Erwachsenen und des nächtlichen Bettnässens (Enuresis nocturna) bei Kindern.
Desmopressin kann auch als Antihämorrhagikum gegeben werden z. B. bei Hämophilie, urämischer Thrombozytopathie, angeborener und medikamentös induzierter Thrombozyten-Dysfunktion oder beim Willebrand-Jürgens-Syndrom. Die angestrebte Dosis liegt bei 0,3 Mikrogramm pro Kilogramm Körpergewicht.

## Nebenwirkungen
Die häufigeren Nebenwirkungen hängen im Allgemeinen mit der Pharmakodynamik zusammen. Vor allem bei vermehrter Flüssigkeitsaufnahme kommt es zu vermehrter Wasserretention (Desmopressin ist ein hochpotentes Antidiuretikum), dadurch zu Volumensvermehrung mit relativem Elektrolytmangel. Warnsignale hierfür sind Kopfschmerzen, Übelkeit/Erbrechen und Gewichtszunahme. In seltenen schweren Fällen kann es zu Hirnödem, teilweise verbunden mit Krampfanfällen bzw. Bewusstseinseinschränkungen führen.
Des Weiteren gibt es selten Nebenwirkungen wie Allergien und Herzkreislaufprobleme (z. B. Angina Pectoris), die mit dem Blutdruckanstieg einhergehen.
Eine unerwünschte Steigerung der Gerinnungsaktivität durch Stimulation der Freisetzung von von-Willebrand-Faktor tritt nur bei sehr hoher Dosierung ein (etwa 0,3 Mikrogramm pro Kilogramm Körpergewicht.), die bei der ambulant üblichen nasalen Applikation nicht realistisch erreicht werden kann.

## Arzneiformen
Desmopressin ist eines der wenigen Arzneimittel, bei denen neben Tabletten und Schmelztabletten auch Nasenspray angeboten wird. Auf Grund der geringen Molmasse tritt das Hormon gut durch die Nasenschleimhaut in die Blutbahn. Allerdings ist die Indikation für die Enuresis nocturna für das Nasenspray zurückgezogen worden, da sich die Tablettenform als sicherer in der Anwendung erwiesen hat. Die Schmelztablette, die seit dem 1. Juni 2011 auch in Deutschland zugelassen ist und schon länger in anderen Ländern vertrieben wird, soll eine sicherere Resorption und Wirkung gewährleisten. Durch die bessere Bioverfügbarkeit ist eine geringere Wirkstoffbelastung bei gleicher Wirkung möglich. Minirin ist des Weiteren als Infusionslösung zur intravenösen und subkutanen Gabe erhältlich.

## Handelsnamen
Monopräparate
Adin (A), Desmogalen (D), Desmospray (D), Desmotabs (D), Minirin (D, A, CH), Nocdurna (D, A, CH), Nocutil (D, A, CH), Novidin (A), Octostim (D, A, CH), diverse Generika (D, A).